# Jason Day
Jason Day del Solar (Lima, 8 de julio de 1985) es un actor peruano.

## Biografía
Nació en Lima el 8 de julio de 1986.
Jason Day se formó como actor de la mano de maestros como Ron Burrus, del Ron Burrus Studio de Los Ángeles y Deborah Aquila, del Aquila Morong Studio de Los Ángeles, California.  También estudió dirección de cine en la Universidad del Cine en Buenos Aires.
En 2005 destacó en su primera participación en el cine en Mañana te cuento, dirigida por Eduardo Mendoza.
Un año más tarde protagonizó la serie Esta sociedad, una ambiciosa serie de televisión producida por los hermanos Aldo y Bruno Pinasco. Fue emitida por América Televisión en Perú y Mun2 en Estados Unidos.
En 2008, apareció en las películas Dioses bajo la dirección de Josué Méndez, y La gran sangre: La Película del director Jorge Carmona del Solar.
Seguidamente protagonizó el filme Máncora, junto a Elsa Pataky y Enrique Murciano; una producción español-americana filmada en el Perú y dirigida por Ricardo de Montreuil. Fue estrenada en los Festivales de Cine de Sundance y Cannes.
En 2009, produjo la obra de teatro El Misterio del Ramo de Rosas.
En 2011, Jason tuvo una participación especial en la versión peruana de la telenovela Lalola, emitida por Frecuencia Latina bajo el mismo nombre.
En 2012, protagonizó la telenovela La Tayson, corazón rebelde, remake peruano de la argentina Muñeca Brava, emitida por Frecuencia Latina.
En julio del mismo año, estrenó en New York el filme independiente 30 Beats, en que compartió roles junto a Lee Pace, Justin Kirk y Jennifer Tilly. Esta película dirigida por el británico-francés Alexis Lloyd, es su primer papel coprotagónico en un filme americano.
Seguidamente, participó en la serie de Fox grabada en Bogotá y Miami El Capo 2, para Mundo Fox y RCN Televisión, una de las producciones televisivas más ambiciosas de Latinoamérica.
Paralelamente, Day protagonizó la obra de teatro Hoy prometo no mentir.
Fue presentador en el Perú de La casa de los secretos, emitido por Frecuencia Latina.
Protagonizó el filme Atacada, de Aldo Miyashiro, la serie de televisión Venganza, remake latinoamericano de la exitosa Revenge de ABC, participó de la serie futurista de FOX Latinoamérica 2091, es protagonista de Jugar con fuego, producción de Telemundo y O’Globo que también se transmite para Netflix, actualmente se encuentra rodando El Inmortal, una producción de Movistar+, DLO Producciones y Telemundo Global Studios para Movistar+ y Peacock.
Ha dirigido el cortometraje La Revelación, con el que llegó al Festival de Cannes.
Es además un reconocido activista por los derechos humanos en el Perú. y ha sido columnista semanal para el diario La República.

## Filmografía
| Televisión y series | Televisión y series                   | Televisión y series              | Televisión y series    |
| Año                 | Título                                | Personaje                        | Notas                  |
| ------------------- | ------------------------------------- | -------------------------------- | ---------------------- |
| 2006                | Esta sociedad                         | Sebastián                        | Rol principal          |
| 2008                | Esta sociedad 2                       | Sebastián                        | Rol principal          |
| 2011                | Lalola                                | Manuel Pereyra                   | Participación especial |
| 2012                | La Tayson, corazón rebelde            | Rodrigo del Prado Sánchez-Concha | Rol principal          |
| 2012                | La casa de los secretos               | Él mismo                         | Presentador            |
| 2012                | El capo 2                             | Medina                           | Segunda temporada      |
| 2013                | Clamor en el barrio                   | Fredo                            | Rol secundario         |
| 2016                | 2091                                  | Lutar                            | Rol Principal          |
| 2017                | Venganza                              | Daniel Piedrahíta                | Rol principal          |
| 2019                | Jugar con fuego                       | Fabrizio Ramírez                 | Rol principal          |
| 2020                | Decisiones: Unos ganan, otros pierden | Daniel                           | Rol principal          |
| 2025                | La primera vez                        | Profesor Antonio Silva           | Rol recurrente         |
| Películas           |                                       |                                  |                        |
| Año                 | Título                                | Personaje                        | Notas                  |
| 2005                | Mañana te cuento                      | Juan Diego                       |                        |
| 2007                | La gran sangre: la película           | Marcos                           |                        |
| 2008                | Dioses                                | Cano                             |                        |
| 2008                | Máncora                               | Santiago Pautrat                 |                        |
| 2012                | 30 Beats                              | Diego                            |                        |
| 2015                | Atacada: la teoría del dolor          | Rodrigo                          |                        |
| 2024                | Longlegs                              | Padre Camera                     |                        |

## Teatro
- Laberinto de Monstruos
- Muerte
- Bodas de sangre
- Los cachorros (2005)
- Interrupciones en el Suministro Eléctrico
- Espectazul (2006) como Él.
- Hoy prometo no mentir (2012)